# 중국항천집단
중국항천집단(중국어: 中国恒天集团) 또는 중국 하이테크 그룹(영어: China Hi-Tech Group Corporation, 중국어: 中国恒天集团有限公司)은 중국의 섬유 기업이자 버스 차량 메이커이며 본사는 중국 베이징에 있다.

## 자회사

### CHTC 오토
CHTC 오토(중국어: 恒天汽车)는 CHTC 중공업 그룹(영어: CHTC's Heavy Industry Group, 중국어: 重工集团)의 산하로 다른 명칭으로 항천(중국어: 恒天)으로 불린다. 2008년 중국의 상용차 기업인 카마의 상용차 및 디젤 엔진 부문으로 재편과 동시에 자동차 사업 부문에 진출했다.
2010년에 CHTC 중공업 그룹(영어: CHTC's Heavy Industry Group)은 상용차 사업을 확장하기 위해 정저우 홍다자동차를 설립했고 그와 동시에 장시 코치앤 버스를 인수했다. 2011년 3월에 허베이 리다 특장차 기업을 설립했다.

## 주요 제품

### 버스
- CHTC 에픽시티
- CHTC 에픽타운

## 같이 보기
- 이엠코리아 - 수입 대행사